# Black River (Louisiana)
De Black River is een korte rivier met een lengte van 67 km die ontstaat door de samenvloeiing van de Ouachita en de Tensas River nabij Jonesville. Het stroomgebied van de Black River omvat het hele noordoosten van Louisiana en zuidoosten van Arkansas. De rivier meandert zuidwaarts en mondt uit in de Red River en zo in de Atchafalaya en de Mississippi.